# Canon antichar Bofors de 37 mm
Pour les articles homonymes, voir Canon de 37 mm.
 (septembre 2022).
Si vous disposez d'ouvrages ou d'articles de référence ou si vous connaissez des sites web de qualité traitant du thème abordé ici, merci de compléter l'article en donnant les références utiles à sa vérifiabilité et en les liant à la section « Notes et références ».
 (septembre 2022).
La mise en forme du texte ne suit pas les recommandations de Wikipédia : il faut le « wikifier ».
Les points d'amélioration suivants sont les cas les plus fréquents :
- Les titres sont pré-formatés par le logiciel. Ils ne sont ni en capitales, ni en gras.
- Le texte ne doit pas être écrit en capitales (les noms de famille non plus), ni en gras, ni en italique, ni en « petit »…
- Le gras n'est utilisé que pour surligner le titre de l'article dans l'introduction, une seule fois.
- L'italique est rarement utilisé : mots en langue étrangère, titres d'œuvres, noms de bateaux, etc.
- Les citations ne sont pas en italique mais en corps de texte normal. Elles sont entourées par des guillemets français : « et ».
- Les listes à puces sont à éviter, des paragraphes rédigés étant largement préférés. Les tableaux sont à réserver à la présentation de données structurées (résultats, etc.).
- Les appels de note de bas de page (petits chiffres en exposant, introduits par l'outil «  Source ») sont à placer entre la fin de phrase et le point final[comme ça].
- Les liens internes (vers d'autres articles de Wikipédia) sont à choisir avec parcimonie. Créez des liens vers des articles approfondissant le sujet. Les termes génériques sans rapport avec le sujet sont à éviter, ainsi que les répétitions de liens vers un même terme.
- Les liens externes sont à placer uniquement dans une section « Liens externes », à la fin de l'article. Ces liens sont à choisir avec parcimonie suivant les règles définies. Si un lien sert de source à l'article, son insertion dans le texte est à faire par les notes de bas de page.
- La présentation des références doit suivre les conventions bibliographiques. Il est recommandé d'utiliser les modèles {{Ouvrage}}, {{Chapitre}}, {{Article}}, {{Lien web}} et/ou {{Bibliographie}}. Le mode d'édition visuel peut mettre en forme automatiquement les références.
- Insérer une infobox (cadre d'informations à droite) n'est pas obligatoire pour parachever la mise en page.

Pour une aide détaillée, merci de consulter Aide:Wikification.
Si vous pensez que ces points ont été résolus, vous pouvez retirer ce bandeau et améliorer la mise en forme d'un autre article.
Le canon antichar Bofors 37 mm est un canon antichar conçu par le fabricant suédois Bofors au début des années 1930 à l'origine pour un usage suédois.
Il a été exporté dans plusieurs pays au cours des années 1930, dont plusieurs de ces pays ont acheté des licences pour le produire eux-mêmes.
Le canon a été utilisé dans plusieurs conflits, mais la majeure partie de sa renommée vient de son utilisation pendant la guerre civile espagnole et la guerre d'Hiver, où il a été utilisé avec beaucoup de succès contre des chars légers ou des voitures blindées. Au-delà de son utilisation comme canon d'infanterie, il a également été utilisé comme armement principal dans plusieurs voitures blindées et chars tels que le néerlandais M39 Pantserwagen (en) et le polonais 7TP. Au fur et à mesure que le blindage des chars a été augmenté pendant la Seconde Guerre mondiale, le canon est très rapidement devenu obsolète en tant que canon antichar, mais il a toujours été utilisé efficacement comme canon de soutien d'infanterie pendant toute la guerre et jusqu'à la guerre froide. Cela était dû à sa cadence de tir élevée, sa grande mobilité et ses obus explosifs efficaces.

## Développement
Le canon a été initialement conçu par le fabricant suédois Bofors, principalement à des fins d'exportation. Il était probablement dérivé du Tak de 37 mm de Rheinmetall, le prédécesseur du Pak 36 de 3,7 cm. Le premier prototype a été construit en 1932; le processus de développement s'est poursuivi jusqu'en 1934. Les Pays-Bas ont été les premiers à acheter l'arme (la commande de 12 pièces a été passée en 1935) et ont été suivis par de nombreux autres pays. Des copies sous licence ont été produites au Danemark, en Finlande, aux Pays-Bas et en Pologne.
Le canon était de type monobloc, avec bloc de culasse à coulissement vertical semi-automatique avec un petit frein de bouche. Il était monté sur un chariot de piste fendu qui avait une suspension et des roues métalliques avec des pneus en caoutchouc. Pour protéger l'équipage des armes à feu et des éclats d'obus, le canon était équipé d'un bouclier de 5 mm d'épaisseur, avec une plaque inférieure repliable.

## Histoire opérationnelle
Le canon a vu le combat pour la première fois pendant la guerre civile espagnole, où il pouvait facilement percer le blindage des chars légers contemporains.

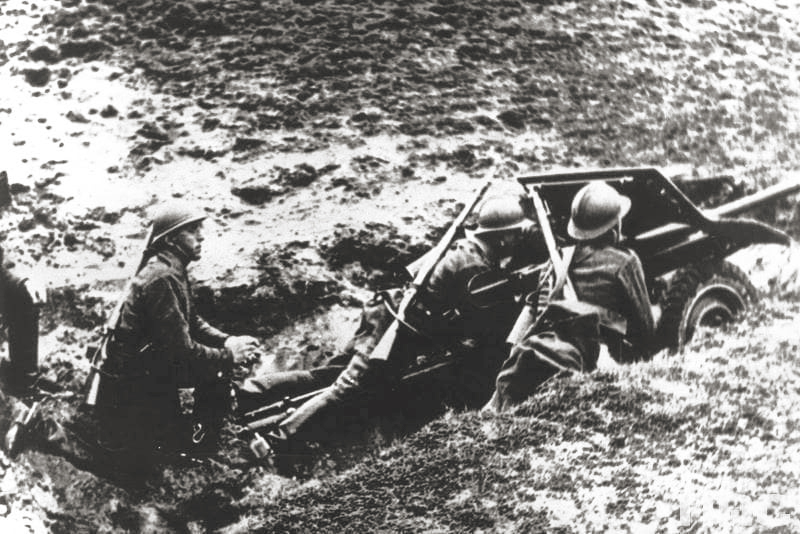
Artilleurs polonais pendant les combats de 1939

Les canons polonais ont été activement utilisés lors de l'invasion allemande et soviétique de la Pologne en 1939. La brigade de cavalerie Wołyńska équipée du canon antichar Bofors de 37 mm a battu les divisions allemandes Panzer dans l'une des premières batailles de l'invasion; la bataille de Mokra. À cette époque, les forces blindées de la Wehrmacht se composaient principalement de chars légers Panzer I et Panzer II, qui étaient vulnérables au canon Bofors. Les premiers modèles de Panzer III et Panzer IV pouvaient également être pénétrés à des distances allant jusqu'à 500 m. Après l'occupation de la Pologne, la plupart des canons sont tombés entre les mains des armées allemandes et soviétiques. L'arme s'est avérée obsolète en 1941 lors de l'opération Barbarossa.

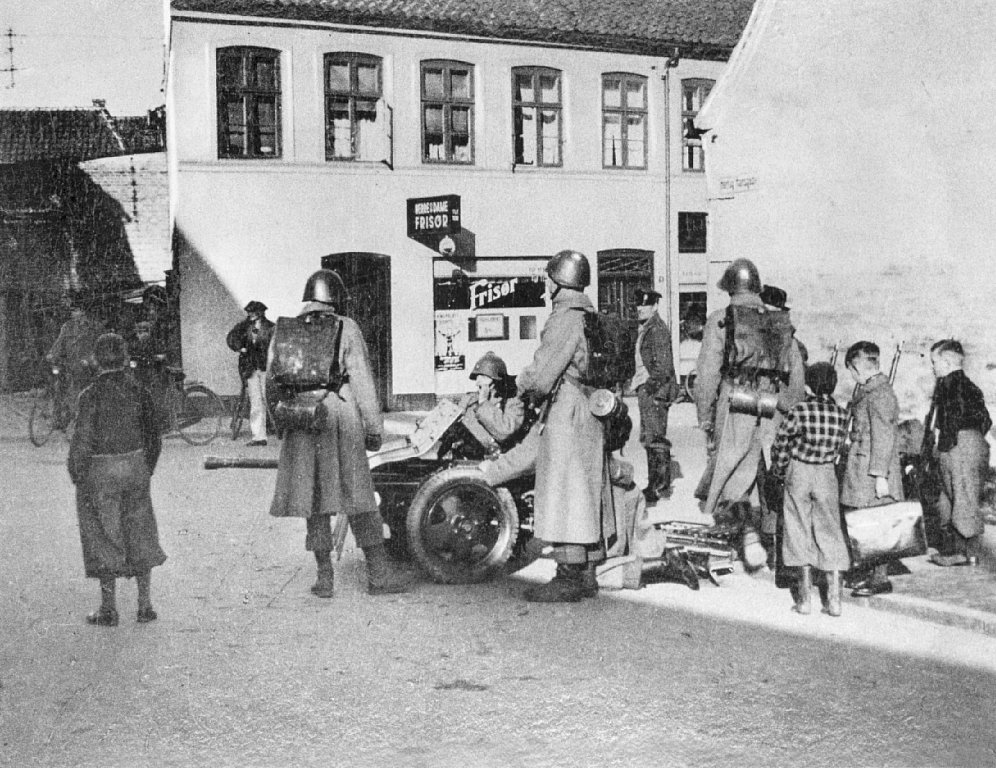
Un canon danois avec son équipage lors de l'invasion du Danemark, le 9 avril 1940, deux membres de l'équipage ont ensuite été tués

Même si un seul canon Bofors était en action lors de l'invasion du Danemark, il a endommagé deux chars et a tiré sur les chenilles d'un autre char, avant que son équipage ne soit blessé ou tué par un chasseur de chars allemand qui a roulé sur le canon. L'arme est maintenant au Tøjhusmuseet à Copenhague.
Pendant la guerre d'Hiver, les canons finlandais ont été utilisés avec succès contre des chars soviétiques tels que T-26, T-28 et BT. Cependant, dans la guerre de continuation, le canon s'est avéré inefficace contre le T-34 et le KV et a été relégué à un rôle de soutien d'infanterie.
Le canon a été utilisé pour équiper les forces britanniques en Afrique du Nord, où il a comblé le manque de canons antichars QF 2-pounder après la chute de la France. Il était souvent transporté porté à l'arrière d'un véhicule.
Il a également été utilisé pendant la Seconde Guerre mondiale par les Pays-Bas, l'Allemagne, la Roumanie, la Yougoslavie et l'URSS, mais il n'y a pas de rapports détaillés sur son utilisation.